# Monteviejo
Monteviejo es una ganadería de toros de lidia perteneciente a Victorino Martín García. Procede del Encaste Vega-Villar, y está inscrita en la Unión de Criadores de Toros de Lidia.
La ganadería de Monteviejo pasta en las fincas Las Tiesas de Santa María (Portezuelo) y Monteviejo (Moraleja), ambas en la Provincia de Cáceres. La divisa de la ganadería es morada y verde; con señal orejisina en ambas orejas.

## Historia de la ganadería
En 1995 Victorino Martín (padre e hijo) deciden crear un nuevo hierro llamado Monteviejo, del cual cogió su nombre debido a su finca en Moraleja, aparte de la ganadería que ya tenían Victorino Martín (Encaste Albaserrada); esta nueva ganadería pertenecía al encaste Vega-Villar, el cual se encuentra en peligro de extinción. Para dicha creación le compró la mitad de las vacas de más de tres años, lo que suponían 83 vacas; la mayoría de esas vacas estaban paridas, por lo tanto obtuvieron alrededor de 146 reses. La compra se la realizaron a Arturo Cobaleda; todas esas reses de origen Barcial, de encaste Vega-Villar, también le compraron un semental de la misma ganadería, de nombre Cornicorto, el cual estaba herrado con el número 62.
La ganadería tomó antigüedad el 20 de junio de 1999 tras lidiar una corrida completa en Madrid, en la cual se anunciaron Leonardo Benítez, Juan Carlos García y Ángel Gómez Escorial.
En el año 2005 refrescó la vacada con reses de Francisco Galache, de la rama Encinas, y así consigue tener las dos ramas del encaste en la misma ganadería.
En el año 2018 Victorino obtuvo la mitad del lote que componían 50 vacas y dos sementales, por el cual Caridad Cobaleda heredó de su tío Francisco Galache; la otra mitad fue a parar a Antonio Ferrera.

## Características

### Morfología
En su pelaje suelen predominar los berrendos, con frecuencia particular de los calceteros, coleteros, meanos y bragados. Por este motivo los toros de este encaste son popularmente denominados como "los patas blancas". 
Es un toro bajo de cruz, de astifina y amplia cornamenta, brevedad en su cuerpo, actitud humillada, con poco peso y manos cortas.

## Premios y reconocimientos
- 2009: Mejor novillo de la feria de Galapagar.[18]
- 2017: Mejor novillada de Calasparra.[19]
- 2018: Premio a la mejor ganadería de la feria taurina de Blanca.[20][21]
- 2019: Mejor novillo de la feria taurina de Villamanta.[22]